# Ensemble de définition
En mathématiques, l'ensemble de définition (également appelé domaine de définition ou parfois ensemble de départ, voir la discussion plus bas) d'une application ou d'une fonction désigne informellement l'ensemble des entrées acceptées par elle.

Diagramme sagittal d'une fonction d'ensemble de définition A = {1,2,3,4} et d'ensemble d'arrivée B = {a,b,c,d}.

La terminologie entre ensemble de définition et ensemble de départ diffère si l'on fait la distinction entre la notion de fonction et d'application ou non.
- Pour une application f : A → B (ou pour une fonction si on ne fait pas cette distinction), les notions d'ensemble de définition et d'ensemble de départ sont confondues, il s'agit de l'ensemble A, autrement dit c'est l'ensemble des x pour lesquels f(x) est défini.
- Si on fait la distinction entre application et fonction, une fonction f : A → B peut ne pas être une application, son ensemble de définition, noté ici Df, peut différer de son ensemble de départ A. L'ensemble de définition Df est alors l'ensemble des éléments x de A pour lesquels f(x) est défini ; la différence avec les applications étant qu'il peut exister des x de A pour lesquels on ne définit pas f(x). Dans ce cas l'ensemble de définition Df n'est pas égal à l'ensemble de départ A.

Lorsque l'ensemble de définition est simplement un intervalle, l'ensemble de définition est parfois appelée intervalle de définition.

## Exemple
Dans le cas où on distingue les notions de fonction et d'application, considérons
{\displaystyle {\begin{array}{ccccc}f&:&\mathbb {R} &\to &\mathbb {R} \\&&x&\mapsto &{\frac {1}{x}}~.\end{array}}}
C'est une fonction dont l'ensemble de départ est {\displaystyle \mathbb {R} }. Cependant, son ensemble de définition {\displaystyle D_{f}} ne peut pas être égale à l'ensemble de départ {\displaystyle \mathbb {R} } puisqu'elle n'est pas définie en 0 : « f(0) » n'est pas défini, car il est impossible de diviser par 0. Ce n'est donc pas une application.
Il faut donc préciser ici, pour définir complètement cette fonction, son ensemble de définition {\displaystyle D_{f}} (ce qui n'est pas encore fait à ce stade). Il y a ici une infinité de choix possibles : tout sous-ensemble de l'ensemble de départ {\displaystyle \mathbb {R} } ne contenant pas 0 convient. Un choix « naturel » est simplement {\displaystyle D_{f}=\mathbb {R} ^{*}=\mathbb {R} \setminus \{0\}}.

## Restriction et prolongement

### Restriction pour une application
En partant  d'une application f : A → B d'ensemble de définition A, il est toujours possible de construire une autre application en restreignant l'ensemble de définition. Si E est un sous-ensemble de A, alors
{\displaystyle {\begin{array}{ccccc}f_{|E}&:&E&\to &B\\&&x&\mapsto &f(x)\end{array}}}
définie une application appelée restriction de f à E. Son ensemble de définition (qui est aussi son ensemble de départ) est alors E.

### Restriction pour une fonction
Pour une fonction f : A → B d'ensemble de départ A et d'ensemble de définition Df, deux opérations de restrictions sont possibles: restriction de l'ensemble de départ A ou restriction de l'ensemble de définition Df.
- On peut restreindre l'ensemble de définition Df à un sous-ensemble de Df. Par exemple, on peut considérer la fonction

{\displaystyle {\begin{array}{ccccc}g:&\mathbb {R} &\to &\mathbb {R} \\&x&\mapsto &{\frac {1}{x}}\end{array}}}
d'ensemble de définition {\displaystyle D_{g}=\;]0,+\infty [} qui est la restriction de la fonction 
{\displaystyle {\begin{array}{ccccc}f:&\mathbb {R} &\to &\mathbb {R} \\&x&\mapsto &{\frac {1}{x}}\end{array}}}
d'ensemble de définition {\displaystyle D_{f}=\mathbb {R} ^{*}}.
- On peut restreindre l'ensemble de départ A à un sous-ensemble E de A comme on l'a fait pour les applications, dans ce cas il faut s'assurer que l'ensemble de définition de la nouvelle fonction est inclus dans E. Un choix naturel est de considérer l'intersection {\displaystyle E\cap D_{f}} (mais tout sous-ensemble de cet ensemble conviendrait également).

L'un des intérêts de l'opération de restriction de l'ensemble de départ est qu'il est toujours possible de transformer une fonction f : A → B en application en restreignant son ensemble de départ à son ensemble de définition Df en posant
{\displaystyle {\begin{array}{ccccc}f_{|D_{f}}&:&D_{f}&\to &B\\&&x&\mapsto &f(x)\end{array}}}
Cela définit une application. Par exemple, en reprenant l'exemple de la fonction
{\displaystyle {\begin{array}{ccccc}f&:&\mathbb {R} &\to &\mathbb {R} \\&&x&\mapsto &{\frac {1}{x}}~.\end{array}}}
d'ensemble de définition {\displaystyle D_{f}=\mathbb {R} ^{*}}, poser
{\displaystyle {\begin{array}{ccccc}f_{|\mathbb {R} ^{*}}:&\mathbb {R} ^{*}&\to &\mathbb {R} \\&x&\mapsto &{\frac {1}{x}}\end{array}}}
définit une application.

### Prolongement d'une fonction
Pour une fonction f : A → B d'ensemble de départ A et d'ensemble de définition Df, on peut construire une application en définissant les valeurs de f(x) pour tous les x de A qui ne sont pas dans Df (c'est-à-dire pour lesquelles f(x) n'est pas définie). 
Par exemple, toujours en considérant 
{\displaystyle {\begin{array}{ccccc}f&:&\mathbb {R} &\to &\mathbb {R} \\&&x&\mapsto &{\frac {1}{x}}~.\end{array}}}
d'ensemble de définition {\displaystyle D_{f}=\mathbb {R} ^{*}}, on définit un prolongement en posant
{\displaystyle {\begin{array}{ccccc}{\widetilde {f}}&:&\mathbb {R} &\to &\mathbb {R} \\&&x&\mapsto &\left\{{\begin{array}{ll}{\frac {1}{x}}~&(x\neq 0)\\0&(x=0)\end{array}}\right.\end{array}}}
Cela définit une application. Le choix de la valeur {\displaystyle {\widetilde {f}}(0)=0} est ici arbitraire, tout autre nombre réel aurait convenu.
Assez souvent, pour alléger les notations, le prolongement est noté de la même manière que la fonction initiale. Cette ambiguïté est sans conséquence si le prolongement est explicité et remplace aussitôt et définitivement la fonction initiale.